# Hoogerheide
Hoogerheide è una località olandese a sud ovest della provincia del Brabante Settentrionale. Insieme ai villaggi di Huijbergen, Ossendrecht, Putte e Woensdrecht appartiene alla municipalità, omonima di uno di essi, di Woensdrecht. Il nome in lingua olandese significa "alta brughiera" e deve ciò al fatto che si trova sul Muro del Brabante (in olandese Brabantse Wal), una cresta collinare che arriva fino a 40 metri e fa da confine tra il Belgio e i Paesi Bassi.

## Storia
Menzionata per la prima volta nel 1319, si sviluppò dopo la Riforma protestante attorno a una chiesa clandestina. La principale chiesa cattolica fu costruita nel 1882 e ampliata nel 1910. In quel periodo aveva una popolazione di circa 250 abitanti ed è cresciuta fino alle attuali 9000 persone circa, diventando così il centro principale della municipalità.
Per via della sua posizione sul Brabantse Wal, tra corsi d'acqua, importanti collegamenti terrestri, porti e un aeroporto militare, Hoogerheide fu di grande importanza strategica per gli occupanti tedeschi durante la seconda guerra mondiale. Ciò fu tanto più importante quando gli alleati lanciarono la battaglia della Schelda nel settembre 1944 e dovettero spingersi attraverso Woensdrecht e Hoogerheide fino a Zuid-Beveland per liberare la foce della Schelda occidentale. Ci furono pesanti combattimenti nella zona e bombardamenti e combattimenti casa per casa causarono danni e vittime. Hoogerheide fu liberata il 4 ottobre 1944 dalle truppe alleate, principalmente canadesi.

## Economia
Tuttora l'economia locale ruota ancora intorno all'aeroporto militare di Woendrecht appartenente alla Koninklijke Luchtmacht, l'aviazione olandese e funge da area residenziale per i lavoratori di Bergen op Zoom. La località è nota anche per la sua tradizione nel ciclocross, dal 2000 ospita il Grote Prijs Adrie van der Poel, corsa di valida per la coppa del mondo di specialità e nel 2023 ha organizzato i campionati del mondo.